# Stand Up (album de Jethro Tull)
Pour les articles homonymes, voir Stand Up.
Albums de Jethro Tull
This Was
(1968) Benefit
(1970)
Singles
Stand Up est le deuxième album studio du groupe de rock anglais Jethro Tull. Il est sorti le 1er août 1969 sur le label Chrysalis et a été produit par Ian Anderson et Terry Ellis.

## Historique
Il est le premier album avec Martin Barre à la guitare en remplacement de Mick Abrahams parti former Blodwyn Pig. Il fut enregistré en avril 1969 dans les studios Morgan de Londres à l'exception de Bourée qui fut enregistré dans les Studios Olympic de Londres le 24 avril 1969. Il entre directement à la première place des charts britanniques où il restera classé pendant 29 semaines<tats. Il se classa à la 20e place du Billboard 200 et fut certifié disque d'or aux États-Unis en 1972 pour la vente de  plus de 500 000 exemplaires.
Il contient l'un de leurs plus fameux titres, Bourée, une adaptation de Bourrée de la suite pour luth n° 1 en Mi mineur de Jean-Sébastien Bach (BWV 996).
Le titre We Used To Know, écrit en 1969, a certainement inspiré le fameux Hotel California des Eagles, créé sept ans plus tard. L'écoute consécutive des deux chansons permet de constater une ressemblance musicale frappante.
Stand Up est remastérisé en 2001 et bénéfice d'une version deluxe (2 CD + 1 DVD) en 2010.

## Liste des titres
- Toutes les chansons sont signées par Ian Anderson, sauf indication contraire.

### Album original
Face 1
1. A New Day Yesterday – 4:10
2. Jeffrey Goes to Leicester Square – 2:12
3. Bourée (Bach[5], arr. Ian Anderson) – 3:46
4. Back to the Family – 3:48
5. Look into the Sun – 4:20

Face 2
1. Nothing Is Easy – 4:25
2. Fat Man – 2:52
3. We Used to Know – 3:59
4. Reasons for Waiting – 4:05
5. For a Thousand Mothers – 4:13

### Titres bonus
L'édition remasterisée de 2001 inclut quatre chansons supplémentaires :
1. Living in the Past – 3:23
2. Driving Song – 2:44
3. Sweet Dream – 4:05
4. 17 – 3:07

### Édition deluxe
Le premier CD reprend l'édition remasterisée de 2001 avec sept titres supplémentaires (les titres 16 à 19 proviennent de l'émission Top Gear enregistrée le 16 juin 1969) :
1. Living in the Past (version mono originale du single) – 3:22
2. Bourée – 3:57
3. A New Day Yesterday – 4:13
4. Nothing Is Easy – 5:03
5. Fat Man – 2:53
6. Stand Up US Radio Spot #1 – 1:02
7. Stand Up US Radio Spot #2 – 0:51

Le deuxième CD provient du concert donné au Carnegie Hall le 4 novembre 1970 :
1. Nothing Is Easy – 5:43
2. My God – 12:43
3. With You There to Help Me / By Kind Permission of (Ian Anderson / John Evan) – 13:34
4. A Song for Jeffrey – 5:25
5. To Cry You a Song – 6:03
6. Sossity You're a Woman / Reason for Waiting / Sossity You're a Woman – 5:28
7. Dharma for One – 13:37
8. We Used to Know – 3:41
9. Guitar Solo (Martin Barre) – 8:24
10. For a Thousand Mothers – 4:43

Le DVD comprend une version du même concert en son DTS Surround (sans image), ainsi qu'un entretien avec Ian Anderson réalisé en 2010.

## Personnel
Jethro Tull
- Ian Anderson : chant, flûte, guitare acoustique, orgue Hammond, piano, mandoline, balalaïka, harmonica
- Martin Barre : guitare électrique, flûte sur Jeffrey Goes to Leicester Square et Reasons for Waiting
- Glenn Cornick : basse sauf sur 5 et 7
- Clive Bunker : batterie, percussions

Production
- Terry Ellis – production, concept de la jaquette
- Andy Johns – ingénieur, basse sur Look Into the Sun
- Dee Palmer – arrangements des cordes et direction de l'orchestre sur Reason for Waiting
- John Williams – concept de la jaquette
- James Grashow – concept artistique de la jaquette

## Charts et certification
| Année       | Pays        | Durée du classement | Meilleur classement |
| ----------- | ----------- | ------------------- | ------------------- |
| 1969        | Allemagne   | 10 semaines         | 5e                  |
| 1969        | Canada      | 13 semaines         | 20e                 |
| 1969        | États-Unis  | 40 semaines         | 20e                 |
| 1969        | Norvège     | 25 semaines         | 5e                  |
| 1969        | Pays-Bas    | 10 semaines         | 2e                  |
| 1969        | Royaume-Uni | 29 semaines         | 1er                 |
| 2008 - 2010 | Italie      | 2 semaines          | 92e                 |

| Pays        | Certification | Ventes    | Date       |
| ----------- | ------------- | --------- | ---------- |
| États-Unis  | Or            | 500 000 + | 06/11/1972 |
| Royaume-Uni | Argent        | 60 000 +  | 17/07/2017 |

Charts single
| Année | Single | Chart          | Durée du classement | Position |
| ----- | ------ | -------------- | ------------------- | -------- |
| 1969  | Bourée | (W) Ultratop   | 9 semaines          | 20e      |
| 1969  | Bourée | Top 100        | 13 semaines         | 5e       |
| 1969  | Bourée | Mega Top 50    | 7 semaines          | 5e       |
| 1970  | Bourée | Single Top 100 | 1 semaine           | 37e      |